# Trdnjava Ranthambore
Trdnjava Ranthambore leži v narodnem parku Ranthambore, blizu mesta Savai Madhopur v okrožju Savai Madhopur v Radžastanu v Indiji. Park je bil nekdanje lovišče maharadž iz Džaipurja do časa indijske neodvisnosti. To je mogočna trdnjava, ki je bila osrednja točka zgodovinskega razvoja Radžastana. Domneva se, da so trdnjavo zgradili Čahamani. V 13. stoletju jo je za kratek čas zavzel Delhijski sultanat. Trdnjava ponuja panoramski pogled na okoliški narodni park Ranthambore in je zdaj priljubljena turistična atrakcija.
Leta 2013 je bila na 37. zasedanju Odbora za svetovno dediščino utrdba Ranthambore skupaj s 5 drugimi trdnjavami Radžastana vpisna za Unescov seznam svetovne dediščine v skupini Hill Forts of Rajasthan.

## Zgodovina
Najstarejše naselje na območju blizu Savai Madhopurja je bilo okoli utrdbe Ranthambhore. Natančen izvor trdnjave Ranthambore je še vedno sporen, vendar je splošno sprejeto, da je na mestu trdnjave obstajala naselbina že v 8. stoletju našega štetja. Splošno prepričanje je, da se je gradnja trdnjave Ranthambhore začela med vladavina čauhanskega radžputskega kralja Sapaldakše leta 944 našega štetja. Druga teorija določa, da je kralj Džajant, tudi radžput Čauhan, zgradil trdnjavo Ranthambore leta 1110 našega štetja. Najverjetneje se je gradnja trdnjave začela v sredini 10. stoletja našega štetja in se je nadaljevala še nekaj stoletij po tem.

### Pod Čauhansom
Njeno prejšnje ime je bilo Ranastambhapura (sanskrt Raṇa-sthaṃba-pura, »mesto bojne postojanke«). Povezano je bilo z džainizmom med vladavino Prithviraje I. iz dinastije Čahamana (Čauhan) v 12. stoletju. Sidhasenasuri, ki je živel v 12. stoletju, je ta kraj uvrstil na seznam svetih džain tirth. V mogulskem obdobju je bil v trdnjavi zgrajen tempelj Malinatha.
Po porazu Prithviraja III. (Prithviradž Čauhan) leta 1192 n. št. je trdnjava prišla pod nadzor muslimanskega ghuridskega vladarja Mohameda Ghorskega.
Delhijski sultan Iltutmiš je zavzel Ranthambore leta 1226, vendar so ga Čauhani ponovno zavzeli po njegovi smrti leta 1236. Vojska sultana Nasirudina Mahmuda, ki jo je vodil bodoči sultan Balban, je leta 1248 in 1253 neuspešno oblegala trdnjavo, vendar jo je leta 1259 zavzela Džaitrasingh Čauhan. Šakti Dev je leta 1283 nasledil Džaitrasingha in ponovno zavzel Ranthambore ter razširil kraljestvo. Sultan Džalal ud din Firuz Khaldži je na kratko oblegal trdnjavo v letih 1290-91, vendar je ni uspel zavzeti. Leta 1299 je Hammiradeva dal zatočišče Mohamedu Šahu, uporniškemu generalu sultana Alaudin Khaldžija, in ga ni hotel izročiti sultanu. Sultan je leta 1301 trdnjavo oblegal in osvojil.

### Pod Mevarji
Trdnjavo so zavzeli različni kralji Mevarja. Ranthambore je bil pod neposredno vladavino Rane Hamir Singha (1326–1364), Rane Kumbhe (1433–1468) in Rane Sange (1508–1528).

### Pod Hadasom
Med vladavino Rana Udai Singha I. (1468–1473) je trdnjava prešla v last Hada Radžputov iz Bundija. Sultan Bahadur Šah iz Gudžarata je za kratek čas zavzel trdnjavo od 1532 do 1535. Mogulski cesar Akbar je zavzel trdnjavo med obleganjem Ranthamboreja (1568) iz Hadasa.

### Pod Džaipurjem
Trdnjava je v 17. stoletju prešla v roke Kačvaha Maharadža iz Džaipurja in ostala del države Džaipur do indijske neodvisnosti. Območje, ki obdaja trdnjavo, je postalo lovišče za maharadže iz Džaipurja. Država Džaipur je leta 1949 pristopila k Indiji in leta 1950 postala del države Radžastan.

### Templji
Znotraj trdnjave Ranthambore so trije hindujski templji, posvečeni Ganeši, Šivi in Ramlaladžiju, zgrajeni v 12. in 13. stoletju iz rdečega kamna Karauli. Obstaja tudi dažinistični tempelj Sumatinatha (5. džain Tirthankar) in Sambhavanatha.

## Bližnje zanimivosti
Vodni prehodi
1. Dolina Kachida
2. Survalsko jezero
3. Sitla Mata

Piknik šport
1. Malik Talao

Prostoživeče živali in rastline
1. Bakula
2. Lakarda in Anantpura
3. Rajbagh Talao
4. Narodni park Ranthambore

Zgodovinski kraji
1. Jogi Mahal
2. Padam Talao
3. Radž Bagh Ruins
4. Trdnjava Ranthambhore
5. Šola umetnosti Ranthambhore
6. Tempelj Ganeša
7. Džainistični tempelj

## Galerija
- Pot v notranjost trdnjave
- Zgodovina trdnjave Ranthambore, napisana na steni
- Jainistični tempelj v trdnjavi Ranthambore
- Battees Khamba
- Tempelj Annapurna
- Lepa kamnita umetnost v trdnjavi Ranthambhore
- Stara grobnica, trdnjava Ranthambore
- Rani Haveli
- Jainistični tempelj
- Vhod
- Naulakha vrata